# Pawel Ignatjewitsch Grochowski
Pawel Ignatjewitsch Grochowski (russisch Павел Игнатьевич Гроховский; * 6. Märzjul. / 18. März 1899greg. in Wjasma; † 2. Oktober 1946) war ein sowjetischer Pilot und Erfinder. In den 1930er Jahren war er durch seine Anregungen und Konstruktionen maßgeblich am Aufbau der sowjetischen Luftlandetruppen beteiligt. So entwickelte er zum Beispiel Lastfallschirme zum Absetzen von Panzern sowie den ersten Lastensegler.

## Leben
Pawel Grochowski besuchte die Dreiklassen-Gemeindeschule in Wjasma und begann anschließend eine Apothekerlehre bei seinem Onkel in Moskau. Während der Oktoberrevolution 1917 meldete er sich als Freiwilliger zur Baltischen Flotte, wo er auf dem Schlachtschiff Petropawlowsk diente. Etwas später wechselte er zu den Landstreitkräften und ab 1919 zur Wolgaflotte, wo er zum Kompaniechef befördert wurde. Von 1920 bis 1921 arbeitete Grochowski in Moskau als Kommissar bei der Hauptverwaltung der Seestreitkräfte für den Bereich Schwarzmeer- und Asowsche Küste.
Grochowski wollte unbedingt Pilot werden. Da er in diesem Bereich jedoch keinerlei Vorkenntnisse besaß, musste er vorher eine Ausbildung zum Techniker absolvieren. Danach durchlief er erfolgreich die Militärfliegerschule. Nebenbei beschäftigte sich Grochowski mit technischen Fragen der Militärluftfahrt und konstruierte sein erstes Kleinflugzeug. Man wurde auf ihn aufmerksam und versetzte ihn nach Moskau, wo er als Testpilot arbeitete und sich weiter intensiv mit seinen Forschungen beschäftigte. Dort entstand 1931/32 unter seiner Leitung der von Boris Urlapow konstruierte erste sowjetische Lastensegler G-63, den Grochowski auch selbst flog.
1934 wurde Grochowski zum Leiter eines Konstruktionsbüros im Experimentalinstitut der Militärluftfahrt (GUAP) in Leningrad ernannt. Dort entwickelte er unter anderem das für schwere Waffen (Panzer) ausgelegte Abwurfsystem des Bombers TB-3, abwerfbare Beförderungskabinen für Fallschirmjäger oder Absetzvorrichtungen für Schwimmpanzer. 1931 entwickelte er das erste sowjetische Luftbetankungssystem. Insgesamt meldete Grochowski 114 Patente an, von denen jedoch viele nicht realisiert wurden oder Prototypen blieben. 1936 wurde Grochowskis Büro geschlossen. 1942 wurde er verhaftet und starb 1946 im Gefängnis.
Pawel Grochowski wurde 1933 mit dem Leninorden ausgezeichnet und zum Divisionskommandeur befördert.

## Flugzeugtypen
Pawel Grochowski war an der Entwicklung folgender Typen beteiligt:
- die ein- und zweisitzigen Lastensegler G-63 und G-63bis „Jakow Alksnis“ (Spannweite 28 m, Flügelfläche 70 m², Nutzlast 1700 kg, Schleppgeschwindigkeit 250 km/h)
- das Ganzmetall-Nurflügelflugzeug G-37 (1934), ein Prototyp wurde gebaut und von Waleri Tschkalow getestet
- den motorisierten Lastensegler G-32, der in den Tragflächen 16 Soldaten befördern konnte (1935, ein Prototyp)
- die G-26 mit Einrad-Fahrwerk und V12-Motor Hispano-Suiza 12Ybrs (1936, nicht fertiggestellt)
- den schweren Begleitjäger G-38 (auch: LK-2) mit zwei Motoren Gnome-Rhône 14Krsd, zwei SchWAK-Kanonen und vier SchKAS-MG (1936, nicht fertiggestellt)[3]